# Palio

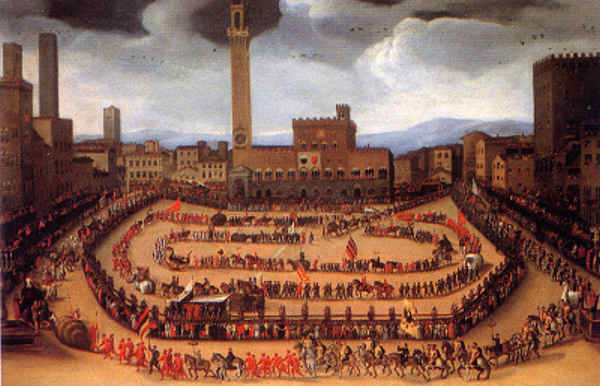
Siena, Parade vor dem Palio 1546 (Vincenzo Rustici)

Der Palio ist in Italien (und ehemaligen italienischen Gebieten wie beispielsweise Istrien und diesem benachbarte Inseln in der Adria) ein Wettkampf zwischen den Vierteln einer Stadt oder zwischen benachbarten Gebieten. Eine Besonderheit ist der „Palio dei 10 Comuni“ (Palio der 10 Gemeinden), der jährlich in Montagnana ausgetragen wird. Die Gemeinden (Casale di Scodosia, Castelbaldo, Masi, Megliadino San Fidenzio, Megliadino San Vitale, Merlara, Montagnana, Saletto, Santa Margherita d’Adige und Urbana) feiern gemeinsam ein Pferdepalio.

## Geschichte
Er wird im Allgemeinen mit Pferden oder anderen Tieren (hauptsächlich Eseln) ausgetragen. Es gibt aber auch andere Formen, etwa Wettkämpfe auf Booten oder mit Leiterwagen, die sogenannten Heuwagenrennen. Der Ursprung dieser Veranstaltungen stammt aus der Zeit des Spätmittelalters und der Frührenaissance, als sich die italienischen Städte Freiheit und Unabhängigkeit erkämpft hatten. Auch heute noch ist der Palio eine feste, teilweise wiederbelebte Tradition in vielen italienischen Städten und wird mit Begeisterung, aber auch als Touristenattraktion, meist in Kostümen aus der Entstehungszeit der Tradition veranstaltet.
Der Sieger des Palio erhält im Allgemeinen eine Fahne mit dem Symbol der Stadt und/oder des Stadtpatrons. Davon leitet sich auch der Name ab, und zwar vom Pallium, einem in der Antike verwendeten Kleidungsstück, ursprünglich einer großen quadratischen Wolldecke, die um den Körper gewickelt und mit einer Schnalle an den Schultern befestigt wurde. Ein Tuch ähnlicher Form wurde in der Spätantike als Heeresfahne (Labarum) verwendet. Es gibt aber auch andere Auszeichnungen.
Der erste Palio wurde in Ferrara ausgetragen. In dieser Stadt wurde 1259 ein Wettrennen anlässlich einer Siegesfeier veranstaltet, das fortan jährlich wiederholt wurde. 1279 wurde in dieser Tradition der erste offizielle Palio veranstaltet, der dann 1287 von den Gilden in den Statuten der Stadt verankert wurde. Ferrara war auch für seine prächtigen Turniere berühmt, die hier abgehalten wurden.
Der berühmteste und weltbekannte Palio ist der Palio di Siena, der zweimal jährlich, am 2. Juli und am 16. August, auf der zentralen Piazza del Campo ausgetragen wird.
Früher wurde die Karnevalswoche in Rom durch allabendliche Palios auf der Via del Corso begangen, die davon ihren Namen trägt. Hierzu wurden eigens besonders kleine, kaum gezähmte Berberpferde gehalten, die reiterlos, mit Rauschgold und Sporenkugeln behängt, in wildester Jagd von der Piazza del Popolo den Corso entlang 1,6 km bis zur Piazza Venezia rannten, wo dem Besitzer des Siegerpferdes der Palio überreicht wurde. Goethe beschreibt in seiner Italienischen Reise ausführlich jene Tage im Jahr 1788. (Siehe: Römischer Karneval auf dem Corso). Wegen der häufigen Unfälle und Todesfälle, wenn etwa Pferde mit Kutschen kollidierten, mit Mänteln beworfen wurden, stürzten, umkehrten oder in die Menge sprangen, verbot König Viktor Emanuel II. 1874 den römischen Palio.
Außerhalb Italiens gibt es einen Palio in der Tessiner Gemeinde Mendrisio und in Oberkochen alljährlich zum Stadtfest.

## Palio - Städte
(Auswahl)

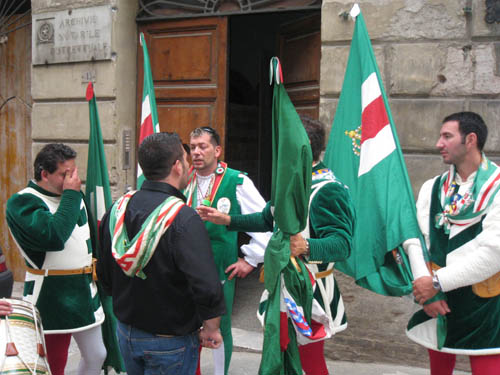
Versammlung der Contrade Oca vor dem Palio di Siena

- Anghiari, 29. Juni, Palio della Vittoria
- Asti, dritter Sonntag im September, Palio di Asti, Pferdepalio
- Castel del Piano, 8. September, Palio der Maria Santissima delle Grazie, Pferdepalio
- Castiglion Fiorentino, Juni, Palio dei Rioni
- Cividale del Friuli, August, Palio di San Donato[3],
- Faenza, vierter Sonntag im Juni, Palio del Niballo
- Fagagna, erster Sonntag im September
- Fermo, 15. August (Ferragosto)
- Ferrara, Ende Mai, der weltweit älteste Palio
- La Spezia, Anfang August, Palio del Golfo, Ruderwettbewerb
- Legnano, Mai
- Lugo, 22. Mai, Palio der Fahnenschwenker
- Montagnana, Palio dei 10 Comuni[4]
- Montebelluna, Europalio, Heuwagenrennen
- Piancastagnaio, 18. August, Palio di Piancastagnaio, Pferdepalio
- Pisa, 17. Juni, Palio di San Ranieri
- Porto Santo Stefano, 15. August, Palio dell'Argentario auf Booten
- San Marino, Ende August/Anfang September, Mittelalterliche Tage und Palio delle Balestre Grandi
- Siena: Palio di Siena, 2. Juli Palio di Provenzano und 16. August Palio dell'Assunta, Pferdepalio
- Torrita di Siena, 19. März oder der Sonntag danach, Palio dei somari, Eselpalio
- Rovinj, Juli, Bobići'-Fest, Wettkampf in der Zubereitung des traditionellen Gerichts Bobići,
- Sošići, 21. November am Feiertag der Hl. Maria des Heils,
- Veli Lošinj, 15. August (Ferragosto)